# Музей Иевус
Музей Иевус (араб. ‎) — музей, открытый в 2007 году в палестинском лагере беженцев Аль-Фар’а, провинция Тубас — молодежный музей, который занимается сбором и сохранением семитского культурного наследия.

## Название
Название происходит от племени Иевусеев, населявшее Ханаану (Финикию), которые в конце III тыс. до н. э. основали Иерусалим.

## История
Инициатором создания музея выступи Матхаф Ауди. Он совместно со своими друзьями из школы скаутов Аль-Кадисии и местной молодёжи в 2007 году организовали выставку из 50 предметов традиционного быта, которая проходила в гостиной дома М. Ауди. Организаторы поставили перед собой задачу, в ходе решения которой должен поддерживаться мирные отношения между конфессиями и этносами путем культурного диалога, единого мира материальной культуры, демонстрируемого на временных выставках. Выставка продолжила свою работу в доме М. Ауди, на доме установили соответствующую вывеску.
В 2009 г. экспозицию посетили сотрудники кафедры археологии и туризма университета Наджах и признали ее полноценным музеем. По инициативе руководителя кафедры Мазина Абдул-Латифа его назвали «Иевус». Постепенно работники кафедр из Наджахского университета предложили помощь. Так, в университете сформировалась группа волонтеров для работы в музее.
В 2014 г. музей был размещен в двухэтажном здании площадью 500 м² с садом, переданном скаутами из Ал-Кадисии и находившееся на окраине города. Экспонаты музея были представлены на первом этаже, а временные выставки и культурные мероприятия проводились на втором. Также в здании было организовано более 30 выставок предметов культурного наследия Палестины.

## Логотип

Логотип музея Иевус

В 2011 году, после шести месяцев работы музей Иевус приобрел собственный логотип. В логотипе сочетаются семь символов, связывающие палестинский народ с ханаанейской цивилизацией: алфавитная система, культура и одомашнивание животных, искусство мореплавания и навигации у финикийцев, применения монолитных шлифовальных кругов для измельчения зерна, архитектура, традиционная одежда.

## Система волонтерства
Служба волонтёров возникла одновременно с музеем. Волонтеры помогают посетителям проникнуться идеями музея. Многие посетители со временем сами становились волонтёрами. Отношения между волонтёрами основаны не на подчинении, а на активном взаимодействии друг с другом. Штат музея также включает в себя 120 000 добровольцев — скаутов, задачей которых является распространение идей музея среди населения.

## Создание филиала в Санкт-Петербурге
В 2016 году основатель Иевуса Мухаммед Ауди приехал учиться в Санкт-Петербург. Осенью 2018 года зародилась идея создания филиала музея Иевус в Санкт-Петербурге. Идея обсуждалась со многими музееведами, и уже в ноябре начались работы по отправке в Россию первой коллекции. В 2019 году при поддержке Посольства Палестины в Москве и директора Эрмитажа М. Б. Пиотровского филиал Иевуса был открыт.
Филиал расположился на ул. Савушкина д.7, 3 этаже, в нем находится основная экспозиция «Музея Иевус для охраны памятников культуры Палестины и арабского мира», где представлены древние традиционные костюмы из Палестины и арабских стран, византийская мозаичная икона, найденная в Иордании. Также в собрании музея имеется фарфор, шкатулки из слоновой кости, картины с изображением Старого Иерусалима, античные монеты, книги, марки, холодное оружие, скульптуры из дерева, кухонную утварь и предметы быта.

## Партнеры
Музею оказывают поддержку многие организации и учреждения: Организация освобождения Палестины, Национальная комиссия по образованию, культуре и науке, Министерство туризма и древностей и Министерство культуры Государства Палестина, Бирзейтский университет, университет Наджах, Высший совет по инновациям и совершенству. В России поддержку музею оказывает директор Эрмитажа М. Б. Пиотровский.

## Современная ситуация
Сегодня музей располагается в двухэтажном здании в деревне Аль-Фар’а, где хранится более 3 000 археологических, этнографических и культурных объектов, а также организован Центр исследований и народной медицины. Более 500 палестинских и иностранных исследователей работают в музее на волонтерских началах.